# Колония Квинсленд
Колония Квинсленд (англ. Colony of Queensland) — самоуправляющаяся колония Великобритании, существовавшая в период с 1859 по 1901 год, в будущем — штат Квинсленд в составе Австралийского Содружества.

## История
Вопрос об отделении Квинсленда от Нового Южного Уэльса впервые было рассмотрено на общественном собрании в 1851 году, благодаря чему, в результате рассмотрения данного вопроса, 6 июня 1859 года, королева Виктория подписала свой указ о создании отдельной колонии Квинсленд. Прокламация об отделении была зачитана уже 10 декабря, после чего Квинсленд получил окончательно оформленную независимость от Нового Южного Уэльса. Первым губернатором стал Джордж Боуэн, а премьер-министром — Роберт Габерт.
Примечательно, что Квинсленд стал единственной в истории австралийской колонией, которая начала свою деятельность с функционирующем парламентом, а не в статусе королевской колонии. Правда, к этом времени только Западная Австралия оставалась коронной территорией.
В качестве столицы колонии, Брисбен был соединён с телеграфом в 1861 году.
В результате процесса федерализации Австралии, стала соучредителем Австралийского Содружества в 1901 году.